# Signos vitales

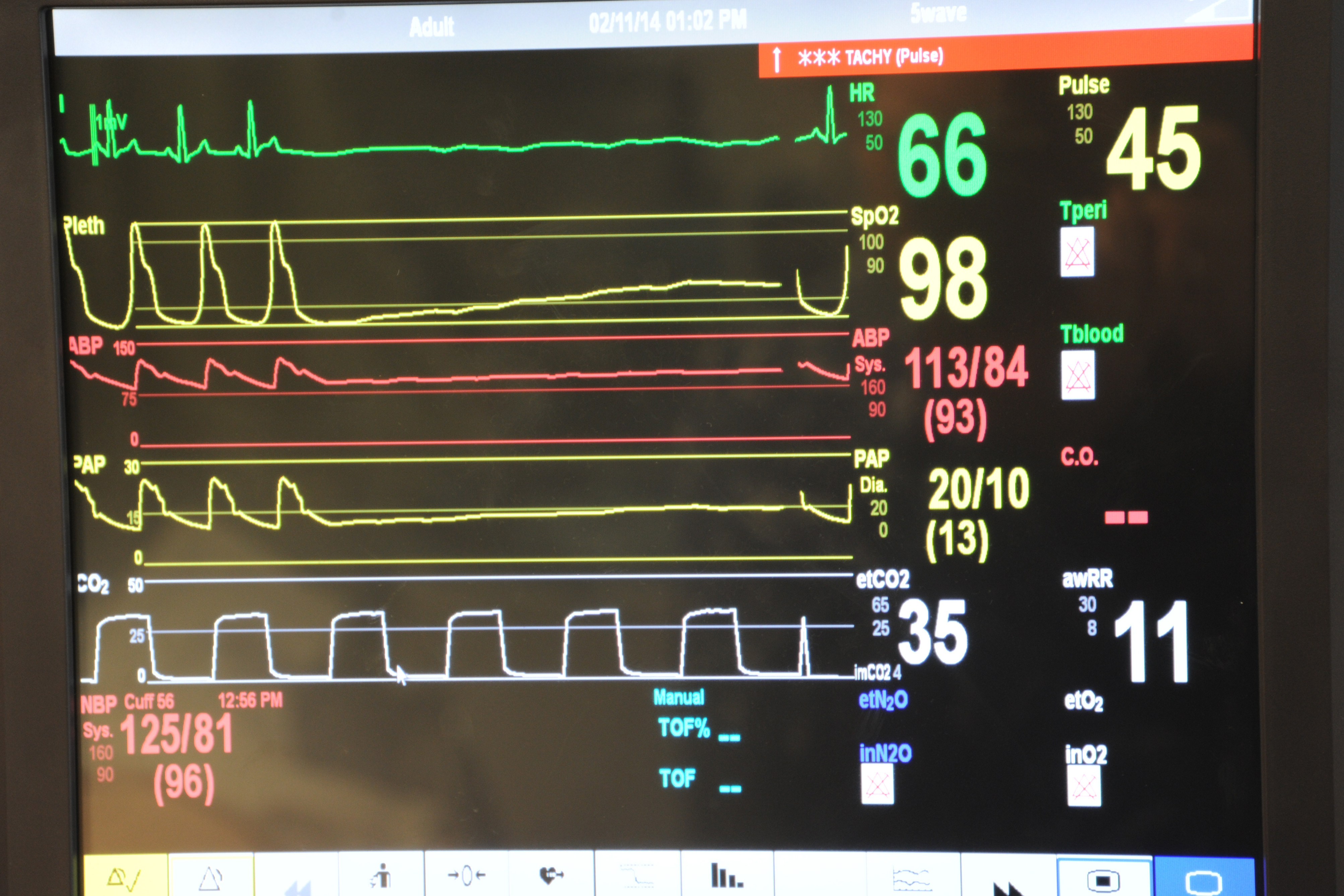
Monitor de signos vitales en el Hospital Naval de Pensacola

Los signos vitales son medidas de varias características fisiológicas humanas, generalmente tomadas por profesionales de la salud, para valorar las funciones corporales más básicas.

## Cuatro signos primarios
Los signos vitales son indicadores que reflejan el estado fisiológico de los órganos fundamentales (cerebro, corazón, pulmones). Expresan de manera inmediata los cambios funcionales que suceden en el organismo, cambios que de otra manera no podrían ser cualificados ni cuantificados. También son conocidos como las mediciones funcionales más básicas del cuerpo. Orientan sobre alteraciones de salud.
Hay cuatro signos vitales principales que los médicos y otros profesionales de salud examinan de forma sistemática:
1. Temperatura corporal
2. Pulso (o frecuencia cardíaca)
3. Presión arterial
4. Frecuencia respiratoria

Parámetros normales en recién nacidos
- Temperatura: 36.1-37.7 °C.
- Pulso o frecuencia cardíaca: 120-170 latidos por minuto.
- Presión arterial: de 60/30 mmHg a 90/62 mmHg (igual que lactante menor).
- Frecuencia respiratoria: 30-80 ciclos por minuto.

Parámetros normales en lactantes
- Temperatura: 37.2 °C.
- Pulso o frecuencia cardíaca: 120-160 (en lactante menor) o 110-130 (en lactante mayor) latidos por minuto.
- Presión arterial: 60/30 mmHg a 90/62 mmHg.
- Frecuencia respiratoria: 20-40 (en lactante menor) o 20-30 (en lactante mayor) ciclos por minuto.

Nota: un lactante menor es un niño de 28 días a 12 meses; un lactante mayor es un niño de 12 meses a 24 meses.
Parámetros normales en niños
- Temperatura: 37 °C (niños de 2-8 años).
- Pulso o frecuencia cardíaca: 100-120 (niños de 2-4 años) a 100-115 (de 6-8 años) latidos por minuto.
- Presión arterial: 78/48 mmHg a 112/78 mmHg (en niños de 2 años); 85/52 mmHg a 114/85 mmHg (en niños de 8 años); 95/58 mmHg a 135/88 mmHg (en niños de 12 años).
- Frecuencia respiratoria: 20-30 (niños de 2-4 años) a 20-25 (de 6-8 años) ciclos por minuto.

Parámetros normales en adultos
- Temperatura: 36-37 °C.
- Pulso o frecuencia cardíaca: 60-80 latidos por minuto.
- Presión arterial: 120/80 mmHg a 140/90 mmHg.
- Frecuencia respiratoria: 12-20 ciclos por minuto.

El equipo necesario para encontrar los signos vitales lo componen un termómetro, un esfigmomanómetro (tensiómetro) y un reloj de pulsera. Aunque el pulso frecuentemente puede ser tomado a mano, se puede requerir un estetoscopio para un paciente con un pulso débil.

## Signos adicionales
Se han propuesto varios signos vitales adicionales, pero ninguno ha sido oficial ni universalmente adoptados debido a lo costoso para obtener los equipos requeridos para evaluarlos y la dificultad para entrenar profesionales novatos.[cita requerida]

### Quinto signo
La frase "quinto signo vital" usualmente se refiere al dolor, como percibido por el paciente en una escala análoga visual (EVA) de 0 a 10 puntos. Por ejemplo, la Administración de Veteranos (United States Department of Veterans Affairs) hizo de esta su política en 1999. Sin embargo, algunos médicos han notado que el dolor es en realidad un síntoma subjetivo, y no un signo médico objetivo, y por lo tanto objetan esta clasificación.
Otras fuentes incluyen la oximetría de pulso como su quinto signo.
Algunas fuentes también consideran la reacción de la pupila a la luz como un signo vital.

### Sexto signo
No hay un "sexto signo vital" estándar, y su uso es mucho más informal y dependiente de disciplina que con los demás, pero algunas propuestas incluyen:
- Continencia urinaria
- Estrés emocional
- Espirometría
- Glucosa
- Estado funcional
- Presión intracraneal
- Signos de la piel (color)

## Variaciones con la edad
Los niños e infantes tienen frecuencias cardiacas y respiratorias más rápidas que los adultos como se muestra en la siguiente tabla:[cita requerida]
| Edad       | Frecuencia cardiaca normal (latidos por minuto) | Frecuencia respiratoria normal (respiraciones por minuto) |
| ---------- | ----------------------------------------------- | --------------------------------------------------------- |
| Neonato    | 120-160                                         | 40-60                                                     |
| 0-5 meses  | 90-150                                          | 25-45                                                     |
| 6-12 meses | 80-140                                          | 20-40                                                     |
| 1-3 años   | 80-130                                          | 20-35                                                     |
| 3-5 años   | 80-120                                          | 20-30                                                     |
| 6-10 años  | 70-110                                          | 15-30                                                     |
| 11-14 años | 60-105                                          | 12-20                                                     |
| 15+ años   | 60-100                                          | 12-19                                                     |